# Normétal
Normétal est une municipalité du Québec située dans la MRC d'Abitibi-Ouest en Abitibi-Témiscamingue. Les habitants de Normétal sont appelés « Normétaliens » et « Normétaliennes ».
Normétal est bordée au nord par la municipalité de Eeyou Istchee Baie-James, au sud-est par la municipalité de canton de Clermont, et au sud-ouest par la municipalité de paroisse de Saint-Lambert.

## Toponymie
Le nom de la municipalité tire ses origines de la Normetal Mining Corporation, qui s'est portée acquéreur, en 1937, de la mine de cuivre et de zinc qui avait été découverte à cet endroit en 1923. Par extension ou emprunt, Normétal, dont l'apparition remonte à 1931, tirerait son appellation du télescopage des mots nord et métallurgique, en raison de la situation géographique de cette localité et des mines qu'elle compte.

## Histoire

### Les débuts (1923-1937)
En 1923, deux chasseurs du village de Dupuy découvrent un gisement de cuivre et de zinc près de leur campement sur les rives de la rivière Calamité. Cet événement marque le début de l’histoire de Normétal. Les deux chasseurs revendiquent rapidement les droits de propriété, mais ceux-ci sont vendus dès 1925 à la compagnie minière Abana Mines, qui lance les premières activités d’exploration et d’extraction.
Entre 1926 et 1929, Abana Mines creuse deux puits atteignant plus de 500 pieds de profondeur, employant environ une centaine de travailleurs logés dans un bâtiment communautaire, ou bunkhouse. Cependant, des difficultés financières forcent l’entreprise à cesser ses activités en 1929. En 1931, la Mining Corporation of Canada Limited acquiert les droits miniers, avant de les transférer à la Normétal Mining Corporation Limited, créée pour exploiter le site. Les travaux reprennent de manière continue à partir de 1937, marquant le début de l’exploitation commerciale du gisement, désormais accessible grâce à la construction d’une route et d’une ligne de chemin de fer reliant Normétal à Dupuy en 1939.

### Le développement du village (1937-1975)
Dans les années 1940, le village de Normétal connaît un essor significatif grâce à l’exploitation minière et à l’organisation communautaire. Le 17 juin 1942, Mgr J.-Aldée Desmarais nomme l’abbé Paul Blanchet curé fondateur de la paroisse Saint-Louis-de-France. Peu de temps après, le 13 juillet, la construction d’un presbytère débute, sous la supervision de William Noël, ouvrier de la mine et ancien marguiller. Achevé le 23 septembre 1942, le presbytère sert également de lieu de culte temporaire, son sous-sol étant aménagé en chapelle pour accueillir les offices religieux.
Le développement institutionnel du village se poursuit la même année. Le 6 juillet 1942, une organisation scolaire est officiellement fondée pour structurer l’éducation locale. Par ailleurs, l’ouverture d’une succursale de la Banque Canadienne Nationale (BNC) renforce les services financiers de la communauté. 

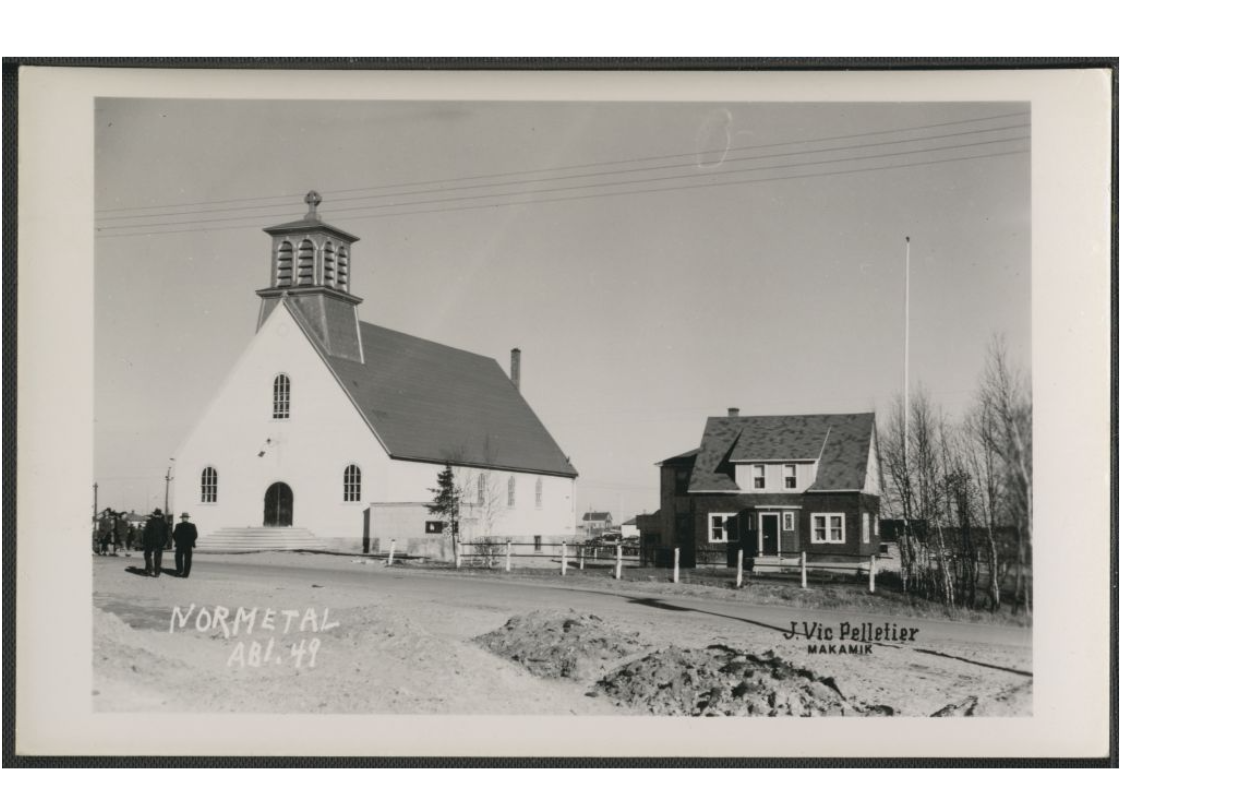
L'église de Normétal en 1949.

En 1943, une église permanente, conçue selon les plans de Bill White, est construite et inaugurée lors de la messe de minuit. Ces réalisations illustrent la structuration rapide de la vie religieuse, éducative et économique dans cette communauté naissante, appuyée par la prospérité de l’exploitation minière.
Par ailleurs, la croissance démographique accompagne l’essor économique du village. En 1949, l’installation de l’éclairage public modernise les infrastructures locales. La communauté anglophone, bien que minoritaire, bénéficie en 1954 de la construction de l’église protestante St. James Church, qui desservira les 16 familles anglophones et quelques célibataires travaillant à la mine. Cependant, cette église sera démolie en 1966 après le départ de la majorité des familles anglophones.
Les activités de la Normétal Mining Corporation contribuent largement à l’essor de Normétal, qui atteint son apogée démographique en 1961 avec 2 519 habitants. Ce chiffre représente un sommet jamais égalé, témoignant du dynamisme de cette municipalité minière à son apogée.

### La fermeture de la mine et ses impacts (1975-1990)
En 1975, après avoir atteint une profondeur de 8 000 pieds, la mine de Normétal ferme ses portes. Cette fermeture entraîne une forte diminution de la population, près de 1 000 habitants quittant le village en un an. La plupart des mineurs trouvent du travail dans d’autres sites, comme les mines de Matagami et Joutel, tandis que certains prennent leur retraite ou reçoivent des compensations financières.
Malgré ce coup dur pour l’économie locale, la municipalité continue de se développer. Une bibliothèque municipale ouvre en 1978, et un logement social pour personnes âgées est inauguré en 1983. En parallèle, des efforts de revitalisation, tels que la réhabilitation de l’ancien site minier débutée en 2000, contribuent à intégrer l’ancien site au paysage grâce à la mise en place d’une géomembrane et à la revégétalisation.

## Géographie

### Hameau
- Abana

## Démographie
| 1986  | 1991  | 1996  | 2001  | 2006 | 2011 | 2016 | 2021 |
| ----- | ----- | ----- | ----- | ---- | ---- | ---- | ---- |
| 1 231 | 1 193 | 1 129 | 1 019 | 886  | 856  | 808  | 778  |

## Administration
Les élections municipales se font en bloc pour le maire et les six conseillers.
| Normétal Maires depuis 2001                                                                                          |                   |                                       |          |
| Élection | Maire             | Qualité                               | Résultat |
| 2001 | Normand Beaupré   |                                       | Voir     |
| 2005 | Daniel Therrien   |                                       | Voir     |
| n/d | Jean Bergeron     |                                       | Voir     |
| 2009 | Jean Bergeron     | Voir                                  |          |
| n/d | Louise Quesnel    |                                       | Voir     |
| n/d | Rachel Bureau     |                                       | Voir     |
| 2013 | Jacques Dickey    | Suspendu par la Commission municipale | Voir     |
| 2015 | Djino Marcotte    | Maire-suppléant                       | Voir     |
| 2015 | Jacques Dickey    |                                       | Voir     |
| 2017 | Roger Lévesque    |                                       | Voir     |
| 2017 | Roger Lévesque    | Voir                                  |          |
| 2021 | Roger Lévesque    | Voir                                  |          |
| oct. 2022 | Ghislain Desbiens | Maire suppléant (oct.-avr. 2023)      | Voir     |
| Élection partielle en italique Depuis 2005, les élections sont simultanées dans toutes les municipalités québécoises |                   |                                       |          |

## Culture
- En 1959, le cinéaste Gilles Groulx crée le documentaire Normétal qui présente le village minier québécois de Normétal, telle qu’il était à la fin des années 1950. Le réalisateur suit les mineurs dans leur quotidien.
- Le documentaire La richesse des autres (1973), a été tourné en partie à Normétal. Il traite des conditions de travail et de la précarité des mineurs.
- Normétal est le lieu où se tient l'intrigue du film gagnant de nombreux prix prestigieux, La Donation de Bernard Émond (2009), drame mettant en vedette Élise Guilbault dans le rôle d'un médecin de Montréal remplaçant temporairement un médecin de famille vieillissant de Normétal.
- Stéphane Mercier, natif de Normétal, a fortement contribué à faire connaître ce coin du Québec lorsqu'il fut participant à la première édition de Star Académie, en 2003.